# الحرب الفرنسية الداهومية الثانية
الحرب الفرنسية الداهومية الثانية، التي اندلعت في الفترة من 1892 إلى 1894، هي نزاع كبير بين الجمهورية الفرنسية الثالثة، بقيادة الجنرال ألفريد أميدي دودز، ومملكة داهومي تحت حكم الملك بهانزين. برز الفرنسيون منتصرين ودمجوا داهومي في أراضيهم الاستعمارية المتنامية في غرب إفريقيا الفرنسية.

## خلفية
في عام 1890، دخلت مملكة داهومي لشعب الفون والجمهورية الفرنسية الثالثة في الحرب فيما كان يُذكر بالحرب الأولى الفرنسية الداهومية على حقوق المملكة في مناطق معينة، وتحديداً تلك الموجودة في وادي أويمي. أوقف شعب الفون الأعمال العدائية مع الفرنسيين بعد هزيمتين عسكريتين، وسحبوا قواتهم ووقعوا معاهدة امتثال لجميع مطالب فرنسا. ومع ذلك، ظلت داهومي قوة فاعلة في المنطقة وسرعان ما أعيد تسليحها بأسلحة حديثة تحسبا لنزاع ثانٍ حاسم.

## سبب الحرب
بعد إعادة التسليح وإعادة التجميع، عاد شعب الفون إلى مداهمة وادي أويمي، وهو نفس الوادي الذي شهد القتال في الحرب الأولى مع فرنسا. أرسل فيكتور بالوت، المقيم الفرنسي في بورتو نوفو، بواسطة زورق حربي من أعلى النهر للتحقيق. تعرضت سفينته للهجوم وأجبرت على المغادرة وجرح خمسة رجال في الحادث. رفض الملك بهانزين شكاوى الفرنسيين، وأعلن الفرنسيون الحرب على الفور.

## الحشود الحربية
عهد الفرنسيون بالجهد الحربي ضد داهومي إلى ألفريد أميدي دودز، وهو كولونيل يملك أصول سوداء من تروبس دي مارين من السنغال. وصل الكولونيل دودز مع قوة قوامها 2164 رجلاً بما في ذلك الفيلق الأجنبي ومشاة البحرية والمهندسين والمدفعية وسلاح الفرسان السنغالي المعروف باسم سافيس بالإضافة إلى المناوشين الموثوق بهم. سُلحت هذه القوات ببنادق ليبل الجديدة، والتي كانت حاسمةً في المعركة اللاحقة. أضافت مملكة بورتو نوفو المحمية الفرنسية أيضًا حوالي 2600 عتال للمساعدة في القتال.
خزن شعب الفون، قبل اندلاع الحرب الثانية، ما بين 4000 و6000 بندقية بما في ذلك بنادق مانليشر ووينشستر الصغيرة. اشترى شعب الفون البنادق من التجار الألمان عبر ميناء ويداه. اشترى الملك بهانزين أيضًا بعض المدافع الرشاشة ومدافع كروب، لكن من غير المعروف (ومن غير المحتمل) أنها استُخدمت على الإطلاق في المعركة.

## بداية المعارك
في 15 يونيو 1892، حاصر الفرنسيون ساحل داهومي لمنع أي مبيعات أخرى للأسلحة. بعد ذلك، في 4 يوليو، أطلقت الزوارق الحربية الفرنسية أولى طلقات الحرب مع قصف عدة قرى على طول وادي أويمي السفلي. بدأ الجيش الفرنسي المنظم بعناية بالتحرك إلى الداخل في منتصف أغسطس باتجاه وجهتهم النهائية لعاصمة داهومي أبومي.

### معركة دوغبا
تجمعت قوة الغزو الفرنسي في قرية دوغبا في 14 سبتمبر على بعد 80 كيلومترًا من النهر على حدود داهومي وبورتو نوفو. في حوالي الساعة الخامسة من صباح يوم 19 سبتمبر، هاجم جيش داهومي القوة الفرنسية. أوقف شعب الفون الهجوم بعد ثلاث إلى أربع ساعات من القتال المستمر، والذي تميز بمحاولات متكررة من قبل شعب الفون للقتال المستمر. لقى المئات من الفون مصرعهم في الميدان ولم تتكبد القوات الفرنسية سوى خمسة قتلى.

### معركة بوغيسا
تحركت القوات الفرنسية لمسافة 24 كيلومتر أخرى من النهر قبل أن تتحول غربًا في اتجاه أبومي. في الرابع من أكتوبر، تعرض الرتل الفرنسي للهجوم في بوغيسا (المعروفة أيضًا باسم بوكيسا أو كبوكيسا) من قبل قوات الفون تحت قيادة الملك بيهانزين نفسه. شنت قوات الفون عدة هجمات شرسة على مدى ساعتين إلى ثلاث ساعات فشلت جميعها ضد حراب الفرنسيين ذات العشرين بوصة. غادر جيش داهومي الميدان في حالة هزيمة وخسر نحو 200 جندي. حمل الفرنسيون ذلك اليوم 42 ضحية فقط. كانت النساء الداهوميات بارزات أيضًا في المعركة.